# Filstroff
Filstroff es una comuna francesa situada en el departamento de Mosela, en la región de Gran Este.

## Demografía
| 648 | 653 | 635 | 744 | 810 | 785 | 770 |
| Para los censos de 1962 a 1999 la población legal corresponde a la población sin duplicidades (Fuente: INSEE [Consultar]) |     |     |     |     |     |     |